# Hispanomedios
Hispanomedios, Inc es una agencia de talentos y productora audiovisual fundada en 2011 con sede en Miami, Florida, y oficinas en México, Colombia, Venezuela y República Dominicana. La empresa ofrece servicios centrados en el mercado hispano para talentos, casas productoras a través de la figura de coproducción, además del desarrollo de campañas publicitarias y producción de obras de teatro.

## Historia
La empresa fue fundada en 2011 por Daniel Ferrer Cubillán, inicialmente como un productor de teatro y agencia de talentos en Venezuela. Alrededor de 2017, la agencia se expande hacia mercados como México y Estados Unidos (Miami).
En 2021, la empresa se adentra como productora audiovisual con la realización de programas de televisión como What’s up Alicia y Divinisímas. 
A partir de 2023 incursiona en la producción de series y unitarios. En abril del mismo año, firman un acuerdo con el canal privado Venevisión para la producción de una teleserie en Venezuela, Dramáticas. Para el segundo semestre de 2023, la productora realiza el lanzamiento del streaming HispanoTV.
En 2024, se anuncia la producción del primer reality original de HispanoTV, Malas mujeres.

## Artistas
| - Alicia Machado - Scarlet Ortiz - Coraima Torres - Aylín Mújica - Ninel Conde - Laura Flores - Laura Zapata - Lupita Ferrer - Amparo Grisales - Lucía Mendez - Luis Gerónimo Abreu - Sergio Sendel - Jorge Aravena - Víctor Cámara - Carlos Mata - Luciano D’Alessandro - Fernando Carrillo - Elaine Haro - Eduardo Orozco - Norkys Batista - Roxana Diaz - Lorena Herrera - Virna Flores - Anna Sobero - Liliana Morillo | - Mimi Lazo - Nohely Arteaga - Astrid Carolina Herrera - Elluz Peraza - Hilda Abrahamz - Elba Escobar - Luis Caballero - Ismael La Rosa - Yurl Burkle - Juan Carlos García - Carlos Guillermo Haydon - Sebastián Caicedo - Stephania Duque - Yuvanna Montalvo - Pablo Portillo - Isabella Santiago - Eileen Roca - Daniella Navarro - Sandra Itzel - Daniela Lujan - Stephanie Valenzuela - Verónica Montes - Aleida Nuñez |

## Producciones

### Televisión
| Año  | Título                   | Formato                | Género       | País           | Nota                          |
| ---- | ------------------------ | ---------------------- | ------------ | -------------- | ----------------------------- |
| 2021 | What’s up Alicia         | Programa de televisión | Entrevista   | México         | Primera emisión en Venevisión |
| 2022 | Divinisímas              | Programa de televisión | Talk Show    | EEUU           | Primera emisión en Venevisión |
| 2023 | SOS se busca novio       | Programa de televisión | Reality Show | México         | -                             |
| 2023 | Ninel al Desnudo         | Programa de televisión | Reality Show | México         | -                             |
| 2023 | Anabella                 | Serie                  | Infantil     | México         | -                             |
| 2023 | Juzgadas por ser famosas | Unitario               | Drama        | México         | -                             |
| 2023 | De Mujer a Mujer         | Unitario               | Drama        | México         | -                             |
| 2023 | Rostros de un país       | Programa de televisión | Entrevista   | EEUU/Venezuela | -                             |
| 2023 | Dramáticas               | Serie                  | Drama        | Venezuela      | Coproducción con Venevisión   |
| 2024 | Malas mujeres            | Programa de televisión | Reality show | Venezuela      | Original de HispanoTV         |
| 2024 | De boca en boca          | Programa de televisión | Magazine     | EEUU/Venezuela | Nueva versión por HispanoTV   |

### Teatro
| Año  | Obra                               | Género         | País de origen |
| ---- | ---------------------------------- | -------------- | -------------- |
| 2022 | Yo si soy arrecha                  | Obra de Teatro | Estados Unidos |
| 2022 | El Juego de la Botellita           | Obra de Teatro | Venezuela      |
| 2019 | Camas                              | Show musical   | Venezuela      |
| 2018 | Amor eterno                        | Show musical   | Venezuela      |
| 2018 | Abrázame muy fuerte                | Show musical   | Venezuela      |
| 2018 | Despechados                        | Show musical   | Venezuela      |
| 2018 | La Inmigrante                      | Obra de Teatro | Venezuela      |
| 2017 | Disneizuela                        | Obra de Teatro | Venezuela      |
| 2016 | La Homofobia no es cosa de hombres | Obra de Teatro | Venezuela      |
| 2016 | El show de Norah                   | Obra de Teatro | Venezuela      |
| 2016 | Relatos Borrachos                  | Obra de Teatro | Venezuela      |
| 2016 | Crónicas Desquiciadas              | Obra de Teatro | Venezuela      |
| 2015 | Venezolanos Desesperados           | Obra de Teatro | Venezuela      |
| 2015 | Pechos de Seda                     | Obra de Teatro | Venezuela      |
| 2015 | Monólogos de la vagina             | Obra de Teatro | Venezuela      |
| 2013 | Tres                               | Obra de Teatro | Venezuela      |
| 2012 | El confesionario de Sheryl         | Obra de Teatro | Venezuela      |
| 2012 | Divinas                            | Obra de Teatro | Venezuela      |

## Productoras asociadas
- Telemundo
- Televisa
- Venevisión
- Televen
- Caracol Televisión
- Sony Channel
- TV Azteca
- Netflix
- UniMás
- Prime Video
- Canal RCN
- Mediapro
- Endemol
- Univisión